# Гаванский мост
Га́ванский мост (укр. Гаванський міст) — железобетонный мост через Гавань (в месте, где она соединяется с Днепром) в городе Киеве. Первая очередь была открыта 17 декабря 2007 года. Полностью сдан в эксплуатацию 23 октября 2010 года. Соединяет Рыбальский остров (ул. Набережно-Рыбальская) с Подолом (улица Набережно-Крещатицкая).

Название образовано от Киевской гавани, которую мост пересекает.
Сначала мост проектировался разводным для обеспечения прохождения судов, однако реализованный проект не предусматривает разведения элементов моста.
В период с 2007 по 2010 годы движение транспорта было односторонним: с Подола в направлении Оболони.
Для обеспечения движения транспорта со стороны Подола в течение 2008—2010 годов была возведена эстакада на ул. Набережно-Крещатицкой. 
23 октября 2010 года были открыты эстакада на улице Набережно-Крещатицкой и двустороннее движение автотранспорта по Гаванскому мосту.

## Галерея

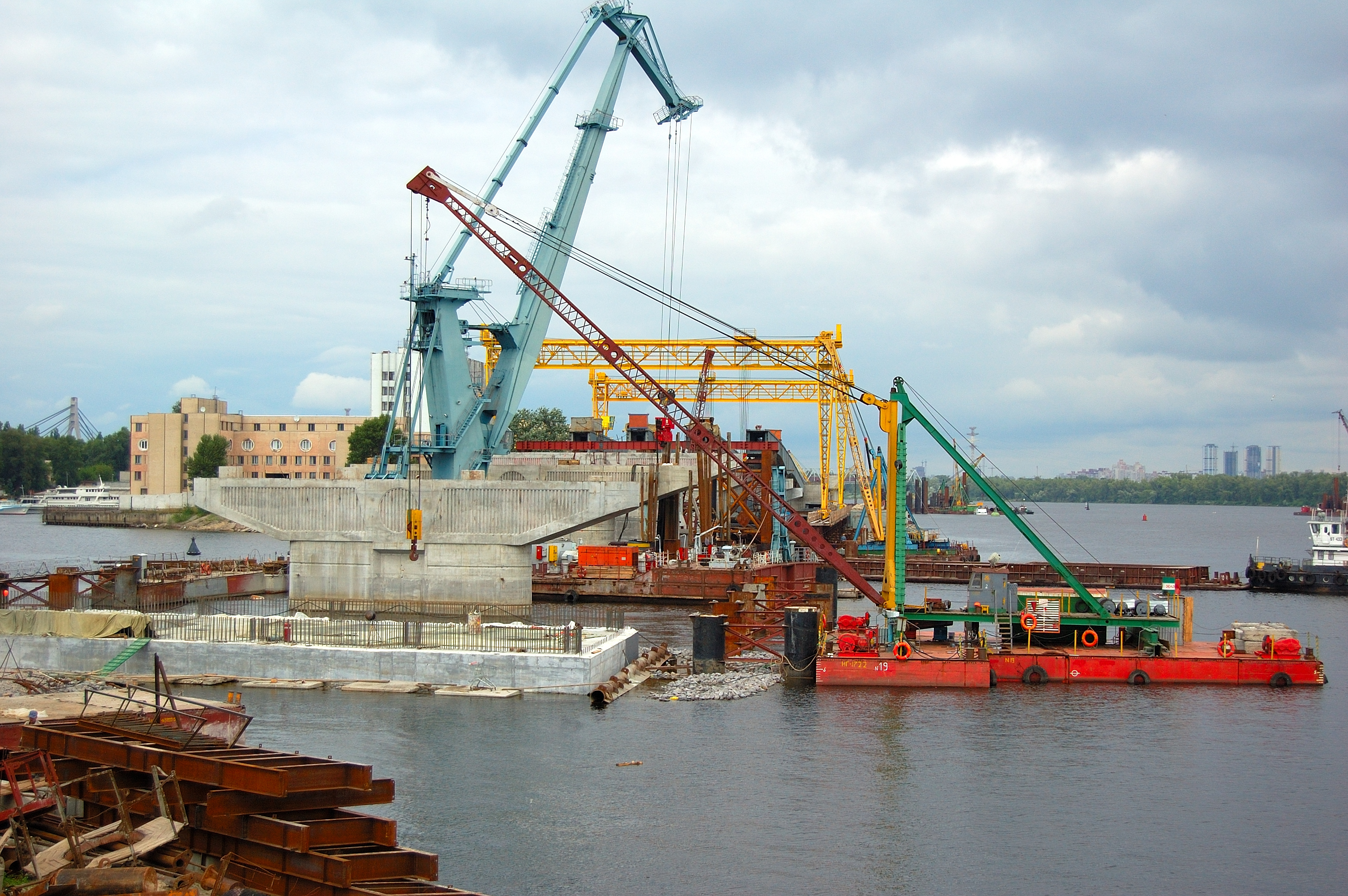
Строительство моста, 2006 год
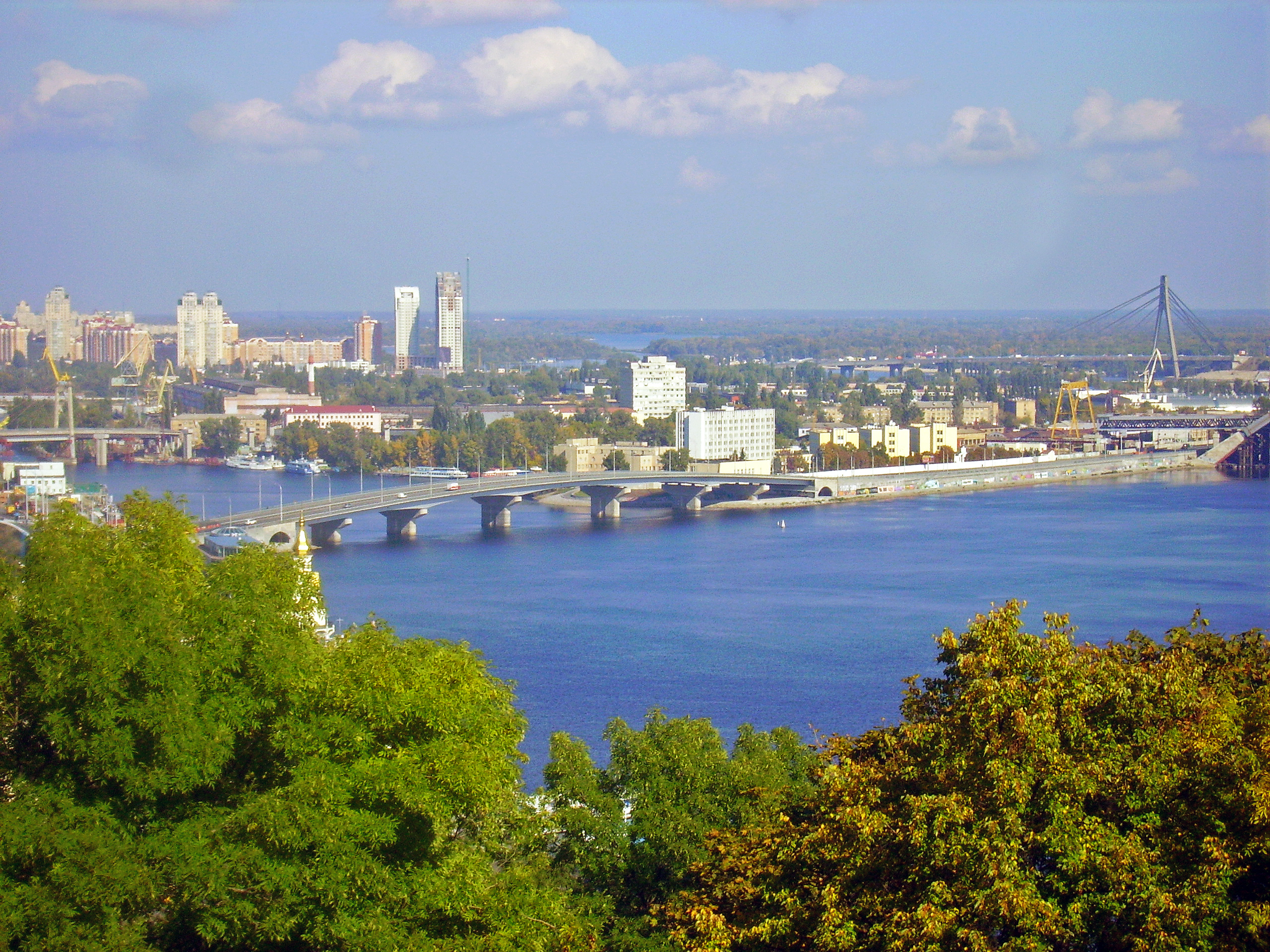
Вид на Гаванский мост со смотровой площадки
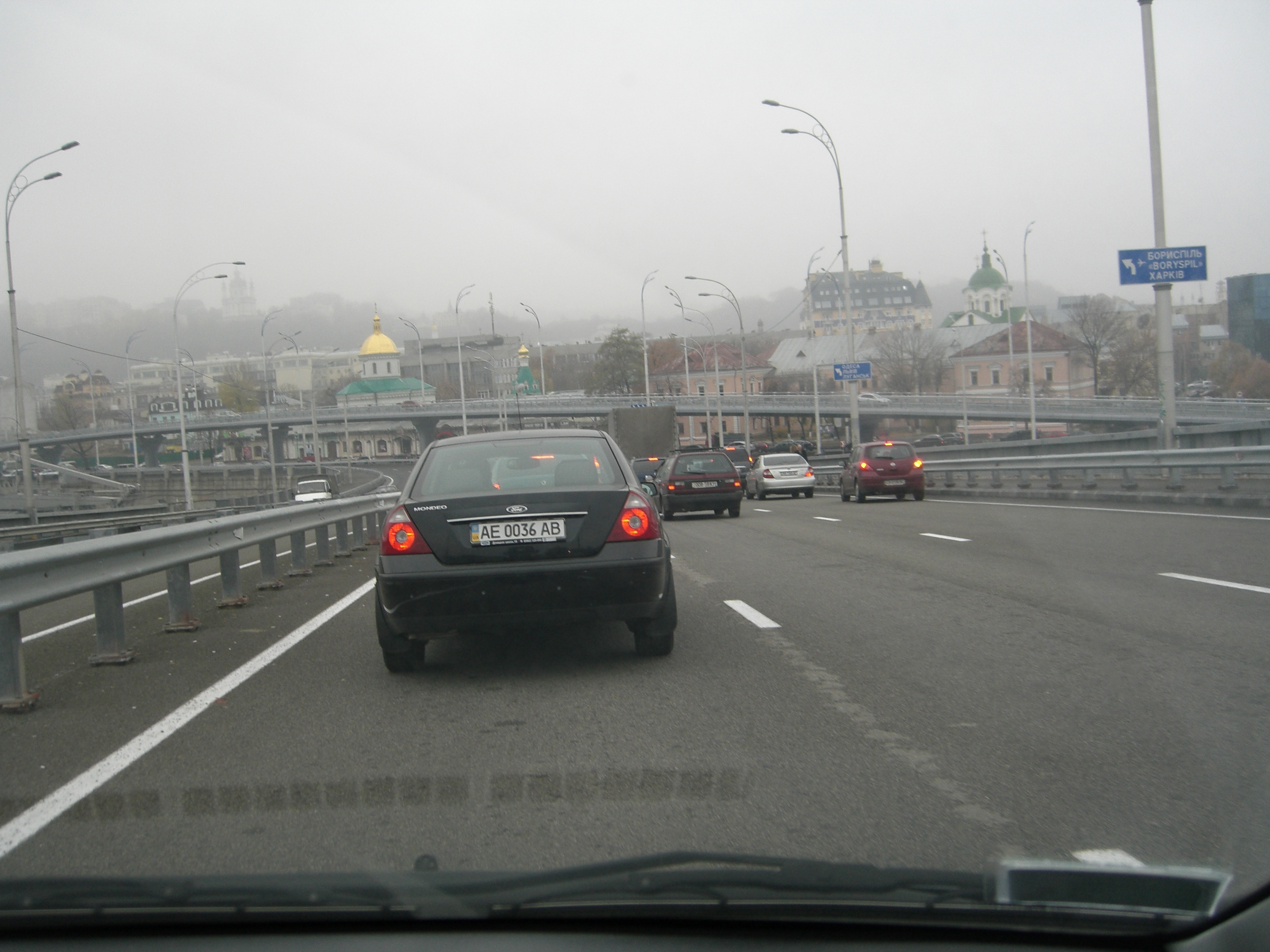
Вид с моста на прибрежную эстакаду